# Svizzera all'Eurovision Young Musicians
La Svizzera è stata tra le prime 6 nazioni ad aver debuttato alla prima edizione dell'Eurovision Young Musicians nel 1982, svoltosi a Manchester, in Regno Unito, classificandosi terza. La Svizzera si non è ancora riuscita a vincere la competizione e la ha ospitata in due occasioni.

## Partecipazioni
- Primo posto
- Secondo posto
- Terzo posto

| Anno                                                       | Artista               | Strumento   | Canzone                                                                                     | Posizione       | Posizione         |
| Anno                                                       | Artista               | Strumento   | Canzone                                                                                     | Finale          | Semifinale        |
| ---------------------------------------------------------- | --------------------- | ----------- | ------------------------------------------------------------------------------------------- | --------------- | ----------------- |
| 1982                                                       | Bertrand Roulet       | Pianoforte  | 1) Concerto per Pianoforte, No.2, di Dmitri Shostakovich                                    | 3º              | Niente semifinali |
| 1984                                                       | Martina Schuchen      | Violoncello | 1) Concerto per Violoncello e Orchestra, Op. 33, di Camille Saint-Saëns                     | F               | Niente semifinali |
| 1986                                                       | Marian Rosenfeld      | Pianoforte  | 1) Concerto per Pianoforte, No.1, in E minore, Op.11, 2° e 3° movimento, di Frédéric Chopin | 2º              | N.A.              |
| 1988                                                       | David Riniker         | Violoncello | N.A.                                                                                        | Non qualificata | Non qualificata   |
| 1990                                                       | Rafael Rosenfeld      | Violoncello | N.A.                                                                                        | Non qualificata | Non qualificata   |
| 1992                                                       | Ariane Häring         | Pianoforte  | N.A.                                                                                        | Non qualificata | Non qualificata   |
| 1994                                                       | David Bruchez         | Trombone    | 1) Ballata per Trombone e Orchestra, di Frank Martin                                        | F               | N.A.              |
| 1996                                                       | Antoine Rebstein      | Pianoforte  | N.A.                                                                                        | F               | N.A.              |
| Nessuna partecipazione nel Eurovision Young Musicians 1998 |                       |             |                                                                                             |                 |                   |
| 2000                                                       | Nathalie Amstutz      | Arpa        | N.A.                                                                                        | Non qualificata | Non qualificata   |
| 2002                                                       | Beatrice Berrut       | Pianoforte  | N.A.                                                                                        | Non qualificata | Non qualificata   |
| 2004                                                       | Giuliano Sommerhalder | Tromba      | 1) Concerto per Tromba, No.2, 2° e 3° movimento, di André Jolivet                           | F               | N.A.              |
| 2006                                                       | Simone Sommerhalder   | Oboe        | 1) Concerto per Oboe e Orchestra, KV 314, 1° movimento, di Wolfgang Amadeus Mozart          | F               | N.A.              |
| Nessuna partecipazione dal 2008 al 2022                    |                       |             |                                                                                             |                 |                   |
| 2024                                                       | Valerian Alfaré       | Eufonio     | 1) Estratto dal Concerto per eufonio di Paul Mealor                                         | F               | Niente semifinali |

## Città ospitanti
| Anno | Città   | Luogo            | Presentatori      |
| ---- | ------- | ---------------- | ----------------- |
| 1984 | Ginevra | Victoria Hall    | Georges Kleinmann |
| 2004 | Lucerna | Centro Congressi | Christian Arming  |